# Otto Pankok

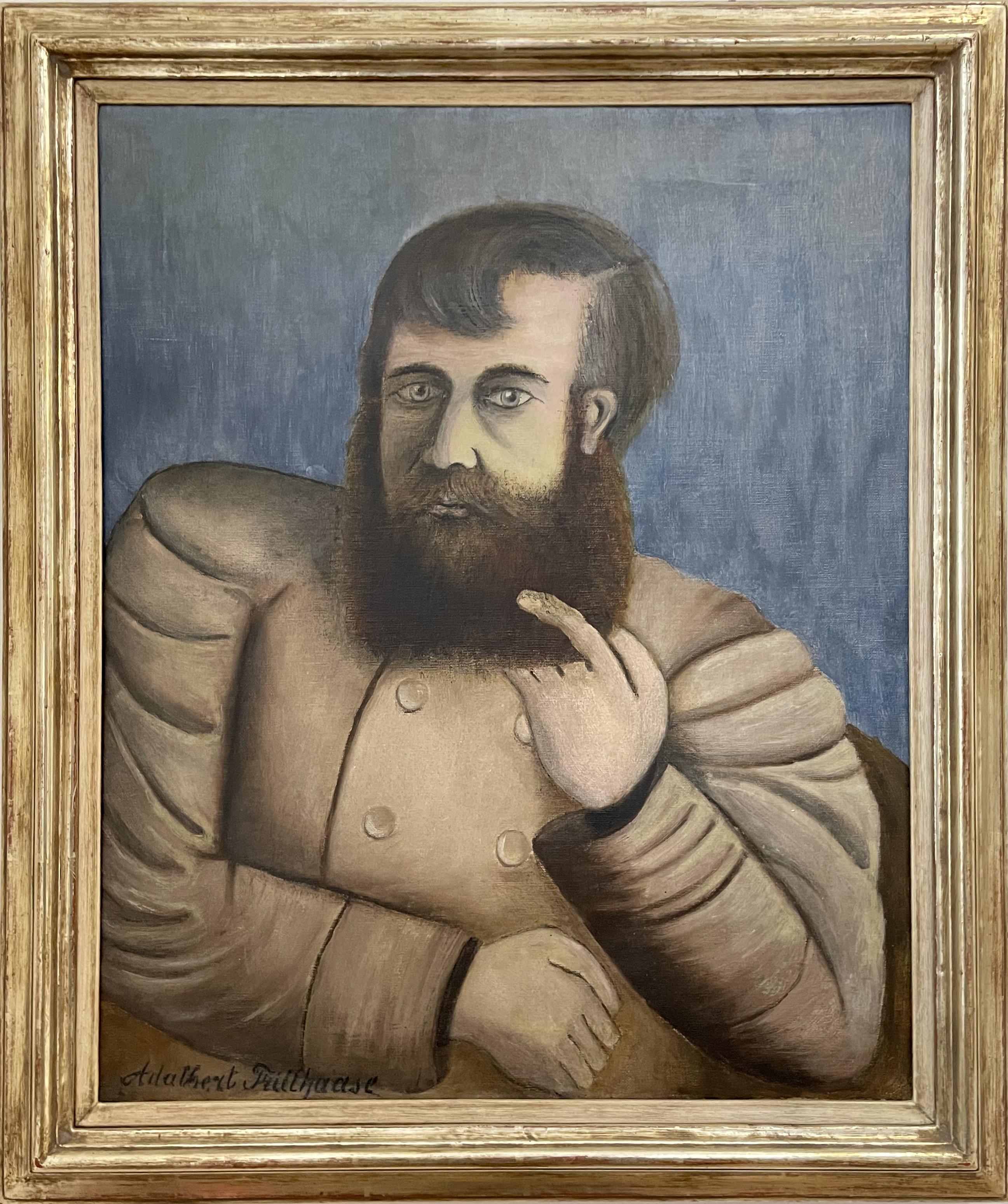
Otto Pankok, von Adalbert Trillhaase, 1920er Jahre

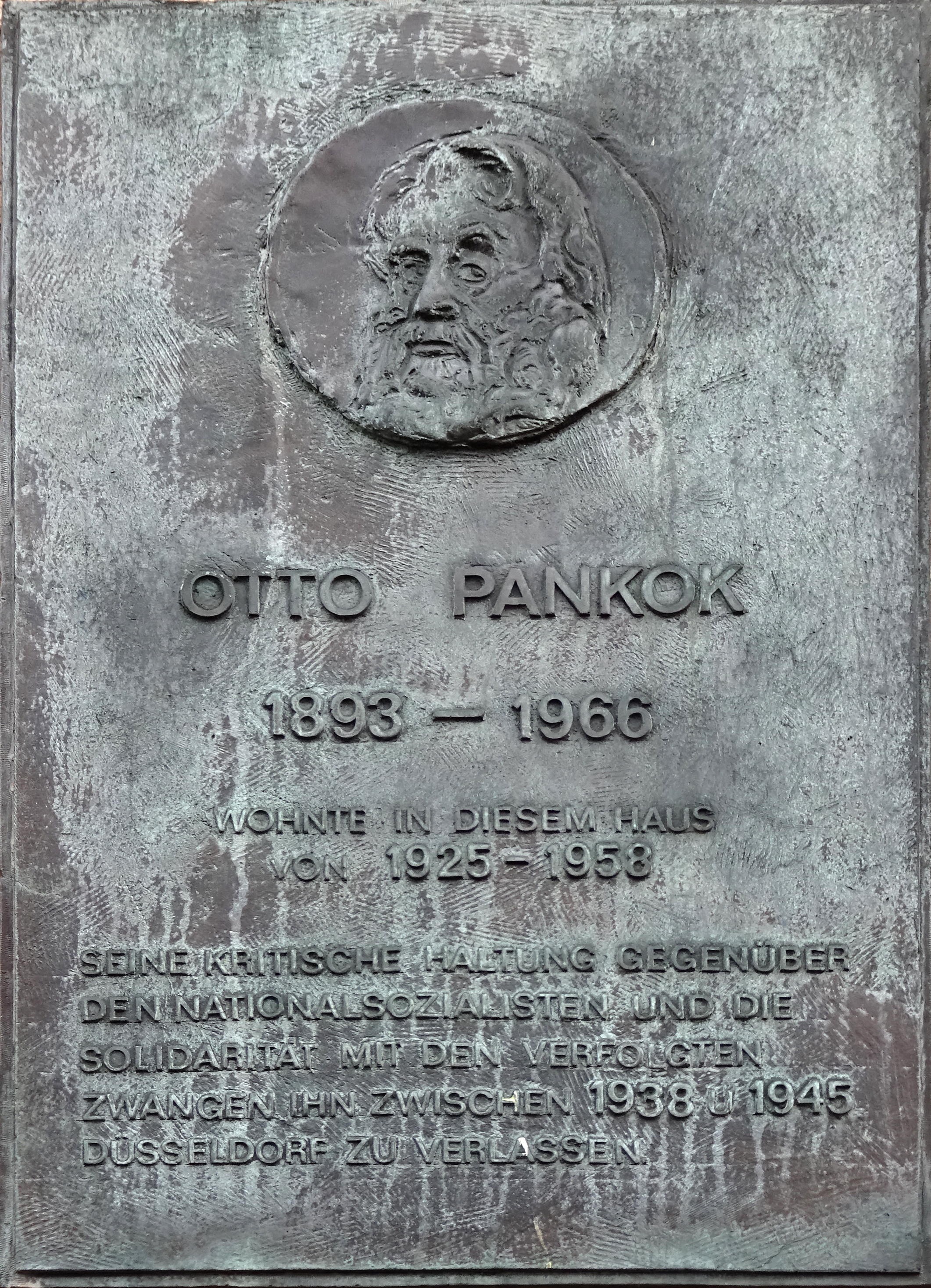
Ehrentafel am Haus in Düsseldorf-Oberkassel

Otto Pankok (* 6. Juni 1893 in Mülheim an der Ruhr; † 20. Oktober 1966 in Wesel) war ein deutscher Maler, Graphiker und Bildhauer.
Sein Lebenswerk umfasst etwa 6000 Kohlezeichnungen, 800 Holzschnitte, 800 Radierungen, 500 Lithographien, Steinschnitte und Monotypien, 3500 Zeichnungen für die Düsseldorfer Zeitung Der Mittag und über 200 Plastiken.
Zu Pankoks Hauptwerken zählt die 1933/34 geschaffene „Passion“, ein Zyklus von 60 großformatigen Kohlezeichnungen, in dem er für den Mitmenschen und für verfolgte Minderheiten eintrat und dabei deutliche Kritik an der nationalsozialistischen Gewaltherrschaft übte. Hierfür erhielt der Künstler ein Malverbot; seine Kunst galt als „entartet“ und er musste bis 1945 mehrfach fliehen.
1950 entstand seine gegen die Wiederaufrüstung gerichtete Holzschnittarbeit „Christus zerbricht das Gewehr“, die später zum Symbol der internationalen Friedensbewegung wurde.
Die israelische Holocaust-Gedenkstätte Yad Vashem ehrte 2014 Otto Pankok gemeinsam mit seiner Frau Hulda Pankok, geborene Droste, als „Gerechte unter den Völkern“, weil sie ihren Malerfreund Mathias Barz und dessen jüdische Ehefrau Brunhilde vor der Gestapo versteckt hatten.
Einer von Pankoks Schülern, der Schriftsteller Günter Grass, gründete 1997 den nach seinem Lehrer benannten Otto-Pankok-Preis.
Die Otto-Pankok-Stiftung und die Otto-Pankok-Gesellschaft kümmern sich seit 1968 um die Pflege seines Werkes.

## Leben

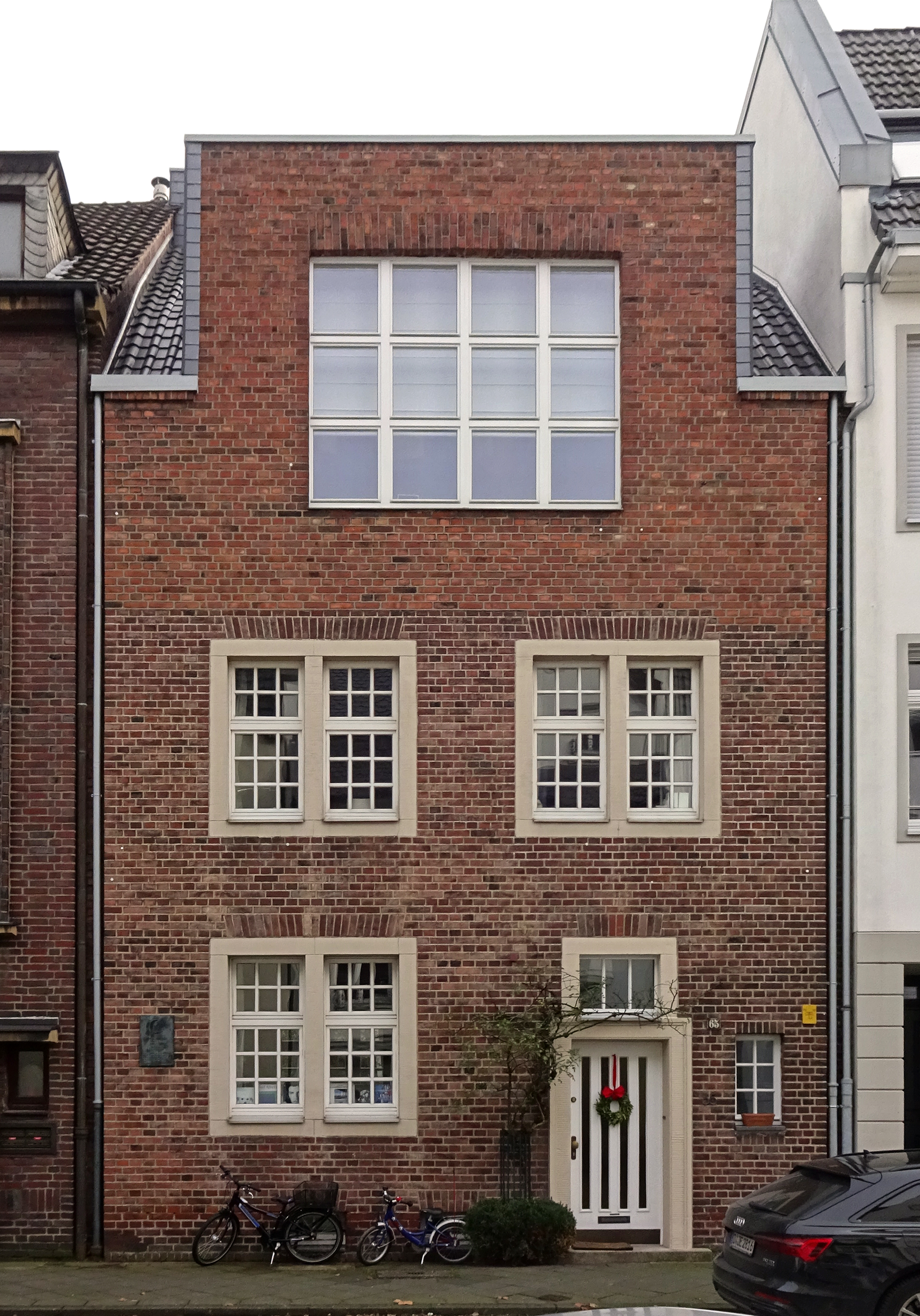
Haus in Düsseldorf-Oberkassel

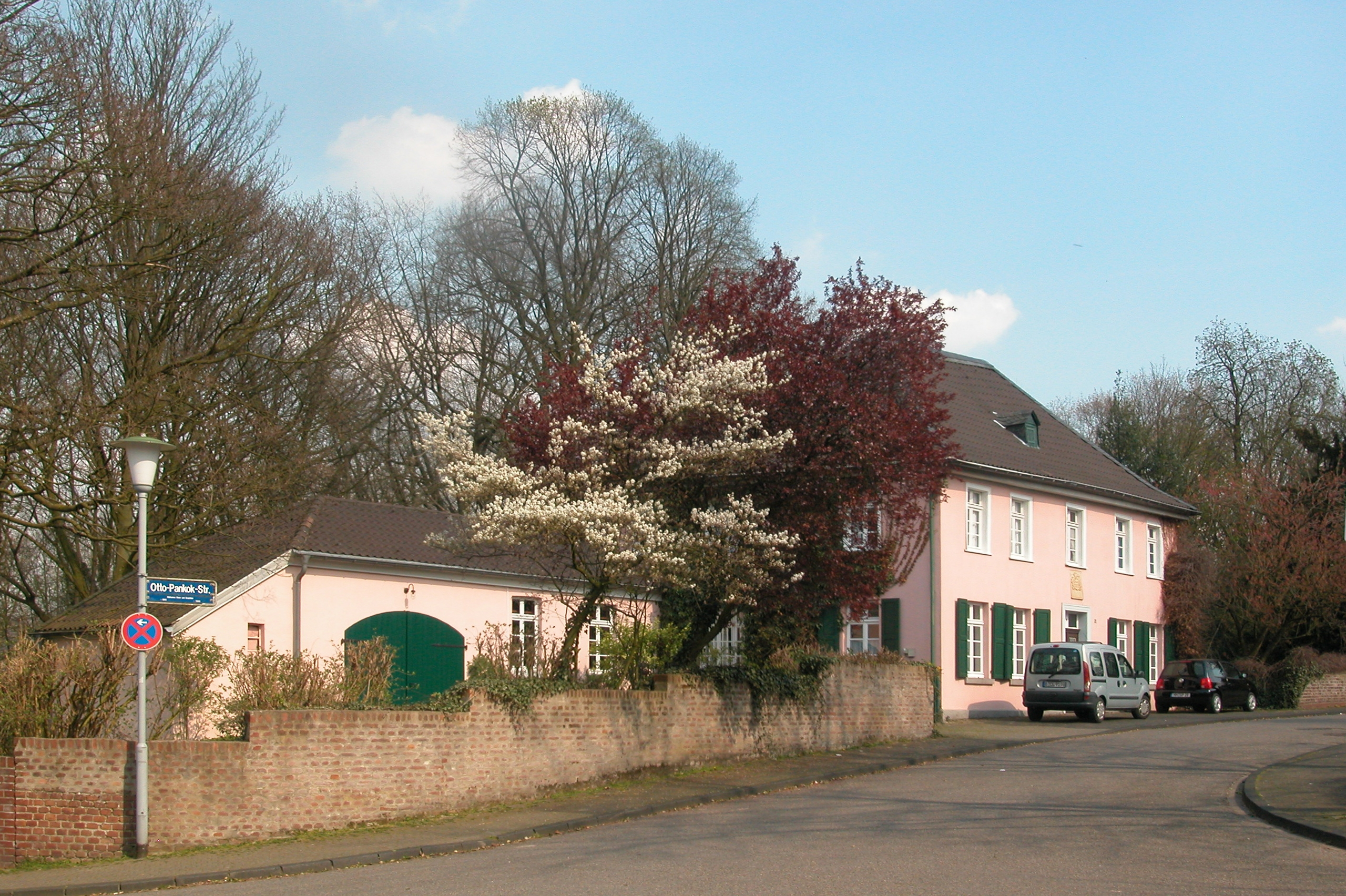
Pankok-Haus in Mülheim an der Ruhr

Otto Pankok wurde am 6. Juni 1893 in Mülheim-Saarn als jüngster von zwei Söhnen des Sanitätsrats Eduard Pankok und dessen Ehefrau Marie Frühling geboren. Der Vater führte dort eine Arztpraxis, die später Ottos Bruder, Adolf Pankok, übernahm. Nach dem Abitur 1912 am Staatlichen Gymnasium in Mülheim begann Otto Pankok 1913 im Alter von 20 Jahren sein Studium an der Kunstakademie Düsseldorf und der Großherzoglich-Sächsischen Hochschule für bildende Kunst in Weimar. Nach dem kurzfristigen Abbruch seines Studiums ging er mit seinem Freund Carl Lohse nach Dötlingen.
Im ersten Winter des Ersten Weltkrieges, 1914, wurde Otto Pankok zum Militärdienst einberufen, der ihn an die Westfront in Nordfrankreich verschlug, wo er bei einer Grabensprengung verschüttet wurde. Es folgten lange Aufenthalte in Lazaretten und Sanatorien, bis man ihn 1917 aus dem Kriegsdienst entließ.
Nach mehreren Reisen nach Berlin sowie mit Ulfert Lüken und Gert Heinrich Wollheim nach Remels in Ostfriesland ließ er sich 1919 in Düsseldorf nieder. Er trat der Künstlergruppe Junges Rheinland bei, zu der auch Otto Dix zählte, und engagierte sich in einem links orientierten rebellischen Künstlerkreis um Johanna Ey mit Veröffentlichungen in der Zeitschrift Das Junge Rheinland, in den Mappen Aktivistenbund und Das Ey. Wollheim, Dix, Adolf de Haer und Pankok pflegten zu dieser Zeit eine tiefe Künstlerfreundschaft, die sich in zahlreichen gemeinsamen Ausstellungen zeigte.
1921 heiratete er die Journalistin Hulda Droste. Die darauffolgenden Jahre waren gefüllt mit vielen Reisen, unter anderem nach Weimar, an die Ostsee, den Niederrhein, die Niederlande, Italien, Frankreich und Spanien. In der Brend’amourstraße 65 in Düsseldorf-Oberkassel baute das Ehepaar 1924 ein Giebelhaus nach holländischem Vorbild, welches sie nach der Geburt der Tochter Eva 1925 bezogen. 1931 begann seine Freundschaft mit den „Zigeunern“ in der damaligen „wilden Siedlung“ im Düsseldorfer Heinefeld, im heutigen Stadtteil Unterrath gelegen. Sinti blieben ein künstlerisches Thema, das ihn bis an sein Lebensende immer wieder fesselte, und bei denen er viel Zeit verbrachte.

„Ach, Freunde, wohin seid ihr verweht, wo seid ihr zertreten, in welche Gruben haben euch schutzlose Kinder die Würger verscharrt wie Dreck? Man zerrte sie fort in die Todeslager und die östlichen Schlachthäuser. Wir hörten die Kinder schreien und die Mütter schluchzen unter den Peitschen der braunen Henker. Noch bevor die Synagogen aufloderten, waren die Zigeunerfamilien hinter den Gittern des Stacheldrahtes zusammengepfercht, um später das jüdische Schicksal in den Todeslagern des Ostens zu teilen.“

Pankok vergleicht damit 1947 den heute als Porajmos bezeichneten Völkermord an Roma mit dem Holocaust und benennt das Ineinandergreifen von Internierung, Deportation und Ermordung bei beiden Opfergruppen.
Der Nationalsozialismus war für ihn der Grund, sich 1935 nach Haus Langen im Münsterland zurückzuziehen. Dies war der Beginn einer elfjährigen inneren Emigration. 1936 erteilten die Nazis dem Künstler ein Arbeitsverbot. 1937 beschlagnahmte man 56 seiner Werke aus deutschen Museen. In München und an den anderen Ausstellungsorten zeigte die Ausstellung „Entartete Kunst“ drei Druckgraphiken von Pankok.
In diesen Jahren hielt er sich in Gildehaus in der Grafschaft Bentheim in einem idyllischen Ausläufer des Teutoburger Waldes auf, danach bis 1941 in Bokeloh bei Meppen im Emsland. Der Schriftsteller Jakob Kneip riet seinem Düsseldorfer Künstlerfreund Otto Pankok, sich, wie er es soeben getan hatte, auch in die Eifel „sicher“ zurückzuziehen. Pankok bezog 1941 zunächst ein kleines, versteckt gelegenes Fachwerkhaus am Mühlenbach in Iversheim. Ein halbes Jahr später besorgte Kneip ihm eine Unterkunft, das „verfallene“ Ferienhaus eines Kölners, am Waldrand in der Nähe eines Steinbruchs in Pesch.
Nach der Renovierung dieses Hauses blieb Pankok mit Frau Hulda und Tochter Eva bis 1946. Da das Düsseldorfer Wohnhaus der Familie 1942 ausgebombt worden war, holte Pankok seine Möbel nach Pesch in der Eifel, aber nach dem Wiederaufbau ihres Wohnhauses kehrte die Familie 1946 nach Düsseldorf zurück. 1947 wurde Otto Pankok als Professor an die Kunstakademie berufen und unterrichtete bis 1958 die Zeichen- und Grafikklasse. Schüler waren unter anderem Günter Grass, Herbert Zangs, Werner Persy, Günther Uecker und Franz Witte. Günter Grass setzte mit der Figur „Professor Kuchen“ in seinem Roman „Die Blechtrommel“ Otto Pankok ein literarisches Denkmal. In dieser Zeit unternahm er immer wieder Reisen nach Jugoslawien und Frankreich, bis die Familie am Ende seiner Lehrtätigkeit nach Haus Esselt in Drevenack am Niederrhein zog. Otto Pankok starb am 20. Oktober 1966 in Wesel.

## Otto Pankok in Dötlingen (1913–15)
Im Alter von 20 Jahren begann Otto Pankok sein Studium an den Kunstakademien in Düsseldorf und Weimar, das er aber im Frühjahr 1914 abbrach, um sich mit seinem Studienfreund Carl Lohse nach Dötlingen zu begeben und sich autodidaktisch weiterzubilden. Bereits im Herbst 1914 zeigte er seine ersten Dötlinger Arbeiten im Lappan in Oldenburg. Im selben Jahr unternahm er mit Werner Gilles eine Studienreise nach Holland und reiste für unbestimmte Zeit nach Paris. Doch bereits nach zwei Monaten kehrte er nach Dötlingen zu den einfachen Menschen zurück, wo Freunde und Kollegen ihn wiederholt auf Wochen besuchten, unter ihnen Gert Heinrich Wollheim, Adolf de Haer, Werner Gilles, Hermann Hundt und Richard Gessner.
Wer ihn auf Dötlingen aufmerksam machte, ist ungewiss. Nach Westen musste er reisen, wo Holland lag. Die holländische Kunst hatte seine Motivwelt vorgezeichnet, die er nun, ohne dem Land seiner Vorbilder allzu nahe zu kommen, in Dötlingen fand. „So stand ich mit dem Rücken nach Deutschland, zugewandt der niederländischen Ebene – an deren Rand ich wohnte.“ (O.P. an R. Zimmermann 26. Dezember 1962)
Vermutlich wurde er von einem Oldenburger Künstler, die in Weimar studierten, auf das Dorf im Amt Wildeshausen hingewiesen, wo von 1896 bis 1906 der Maler Georg Müller vom Siel gelebt hatte und wo sich regelmäßig Künstler zu Studien aufhielten. In Dötlingen bestand eine der weniger bekannten Künstlerkolonien Norddeutschlands, in ihr eine weniger von großen Namen markierte künstlerische Tradition, die sich in dieser Abgeschiedenheit unbeeinträchtigt entfalten konnte. Dötlingen hatte seine historische Eigenart bewahrt, die Ländlichkeit und Ursprünglichkeit, die sich auf ihre Bewohner übertrug. Diesem Ruf des Ortes folgte Otto Pankok, mit ihm kamen die befreundete Maler
Carl Lohse und Hermann Hundt aus Düsseldorf.
Dötlingen war für Otto Pankok kein Zwischenaufenthalt, sondern eine bedeutende Etappe, begonnen 1913 nach seinem Bruch mit der Akademie. Es folgte die erste Periode seiner freien Künstlerexistenz, die durch die historische Entwicklung abrupt zu Ende kam, ohne dass Dötlingen für Pankok erschöpft gewesen wäre. Spätere Rückkehr blieb insofern kaum zu erwarten, als das es ihm unmöglich war, zu seiner früheren Auffassung des Menschen zurückzukehren. Seinem Humanismus wurde der ideale Boden entzogen, den er in Dötlingen fand. Otto Pankok brauchte neue Orientierung und brach Anfang der 20er Jahre in den Expressionismus auf, ohne den Wurzeln seines Werkes, die in Dötlingen solide geworden waren, jemals zu entwachsen.
Otto Pankok: „Es begann ein herrliches Jahr in Dötlingen in ungeheurer Einsamkeit, ein Schwelgen in Kohle und Papier, ein Suchen nach dem Wesen des Menschlichen bei armen abgetriebenen Weibern und Taglöhnerinnen, die wie aus dem Sandboden aufgewachsen waren, fraßen, was sie der Erde abrangen, in Tuberkulose und Schmutz hinstarben und wieder völlig zu Erde wurden. Ich suchte der Natur und den Elementen so nahe zu sein wie diese einfachen Menschen in ihren Hütten und auf ihren Feldern, zu denen mein Instinkt mich getrieben. Ohne dieses eine rauschhafte Jahr des Anfangs und der Bestätigung wäre die Folgezeit nicht ertragbar gewesen. Als es vorüber war, standen eines Tages feldgraue Posten an den Eisenbahnlinien“ – so beschrieb Otto Pankok 1930 im Rückblick das Jahr in Dötlingen.
Wie wenig Dötlingen als Zwischenschritt angelegt war, beweist Otto Pankoks im Sommer 1913 vollzogener Erwerb eines eigenen kleinen Hauses, des reetgedeckten Spiekers der Familie Meyer. Die Eltern, vor allem die Großmutter, standen ihm bei der Finanzierung zur Seite. Er ließ sich nieder, um hier mit seiner Kunst authentisch zu sein und wahr einer Lebenswirklichkeit gegenüber, von der er selbst ein Teil zu werden begann. Vorläufig mietete er sich ein Zimmer, richtete sich bescheiden ein, ließ sich von Zuhause Notwendiges zum Leben kommen. Im Juli teilte er dorthin mit: „Mein kleines Zimmer ist jetzt zum Platzen voll. Aber ich kann jetzt wenigstens mit dem Arbeiten anfangen.“
Ähnlich unbeschönigt wie van Goghs frühe Werke hielten die Kohlezeichnungen Otto Pankoks fest, was er erlebte. Wenige Künstler stellten damals ähnlich genau ohne falsches Pathos und ohne Sentimentalität Armut und Not dar. In Deutschland zum Beispiel Käthe Kollwitz. Otto Pankok analysierte mit seinen Zeichnungen nicht, warum diese Menschen in Armut, Dreck und Krankheit lebten. Er zeigte ihr ungeschminktes Gesicht, das so zum Gegenbild, zur Entlarvung von Verdrängungen und glatten Oberflächlichkeiten der anerkannten Kunst des wilhelminischen Kaiserreiches am Vorabend des Ersten Weltkrieges wurde.
Im Jahr 1913 war es dann durch Vermittlung des Oldenburger Kunstkritikers Wilhelm von Busch (1868–1940) in der Kunsthandlung Oncken in Oldenburg zu Otto Pankoks erster Kollektivausstellung gekommen. Sein Biograph verbindet mit Dötlingen „die prägende Begegnung mit seiner künstlerischen Lebensaufgabe“ und kann sich dabei auf Otto Pankoks eigene Aussagen beziehen. Die „pucklige Menken Trina“ war – ebenso wie ihr verwachsener Bruder – eines seiner Dötlinger Modelle. Wiedergegeben hat er sie in ihrer Stube seitlich auf einem Binsenstuhl sitzend, wobei das Licht nur auf das verhärmt geneigte Gesicht und die über den Knien gekreuzten verarbeiteten Händen fällt, eine Arme und Ausgestoßene, der sein brüderliches Mitgefühl gilt.
Die Darstellung der „Schwangeren“ von 1914 macht mehr vom Leben dieser Frau sichtbar, als für die offiziellen Kunstausstellungen dieser Jahre tragbar war, in denen die schöngefärbten Huldigungen an das männliche Selbstgefühl dominierten. Das monumental angelegte – es ist fast 150 cm hoch – und sorgfältig durchgearbeitete Blatt fängt genau die angestrengte Haltung der Frau ein, gibt präzise jede Unregelmäßigkeit in ihren Zügen wieder. Die Spuren eines harten Arbeitslebens, in dem die Schwangerschaft nur eine zusätzliche Belastung sein kann, werden nicht übermalt. Spürbar wird der Widerstandswille und die Entschlossenheit dieser Frau, nicht aufzugeben. Adeline Stöver als „Schwangere Frau“ ist tiefempfundener Ausdruck der Perspektivlosigkeit des werdenden und des vergehenden Lebens. Dieses Blatt legte er Jahre später als besonderes Dokument seiner künstlerischen Haltung Max Liebermann in Berlin vor, an dessen gewohnt schroffes Urteil er sich später noch gewissenhaft erinnerte: „Mit Max Liebermann über Kunst zu disputieren ist ein Spaß, prickelnd wie Selterswasser. Als ich mit ihm in Berlin vor meiner ‚Schwangeren Frau‘ von 1914 stand, sagte Liebermann: ‚Wissense, janz so verrickt wie die meisten junger Leute sindse ja nich. Aba sehnse ma, diese Schürze … wie hätte Manet die jemalt, so … wissense …‘ Er machte die Gebärde des Geldzählens mit Daumen und Zeigefinger. Ich machte die Gebärde nach und sagte: ‚Wissense, das gerade möchte ich nicht. Die Frau soll vor allem einen runden Bauch behalten. Wenn Manet das gemalt hätte, wäre die Frau ein saftiges Stilleben geworden. Und das wäre etwas sehr Dummes in diesem Falle gewesen.‘ Worauf Max Liebermann den Kopf schüttelte. Durch seine Glatze aber sah ich seinen Gedanken funkeln: ‚Also ooch janz meschugge.‘“ (Stern und Blume)
Vielleicht lag darin auch der Grund, weshalb Pankoks Instinkt, wie er schrieb, seine gefühlsmäßige Anteilnahme ihn mehr zu den Frauen und Kindern hingezogen: etwas unzerstörbar Menschliches, vielleicht einfach Menschliches, vielleicht einfach Menschenwürde, die er bei zerstörten, unterdrückten und armseligsten Existenzen immer noch aufzuspüren vermochte und die er bei Frauen und Kindern eher entdeckte als bei den meist gebrochenen, oft von Arbeitslosigkeit und Perspektivlosigkeit betroffenen resignierten Männern. Anfang 1914 ging er für zwei Monate nach Paris und besuchte dort private Akademien, um Akt zu zeichnen; daneben machte er im Louvre Studien nach Bildern und Skulpturen. Auf dem Boulevard St. Michel fand er eine Wohnung, besuchte die Abendaktklasse der privaten „Académie russe“ und Kurse an der „Académie de la Grande Chaumière“. Er zeichnete im Louvre die ägyptischen Skulpturen, um sein Formempfinden an klassischen Vorbildern zu schulen. Insgesamt blieb dieser Aufenthalt ein Zwischenspiel, das ihn nicht sehr bereichern konnte. „Überall Impressionismus und Rodin – hing einem zum Hals heraus“. (Otto Pankok, Handschriftlicher Lebenslauf, 1962) Nach bereits zwei Monaten kehrte er nach Dötlingen zu den einfachen Menschen zurück, wo Freunde und Kollegen ihn wiederholt auf Wochen und Monate besuchten, unter ihnen Hermann Hundt (1894–1974), Richard Gessner (1894–1989), Gert Heinrich Wollheim (1894–1974), Adolf de Haer (1892–1944) und Werner Gilles (1894–1961).
Sigrun Gessner schreibt in ihren Erinnerungen an Richard Gessner „Malen ist Leben“. … Mit Otto Pankok, den er sehr verehrte, verbrachtet Richard den leider zu kurzen Sommer 1914 in Dötlingen an der Hunte. … Von dieser Zeit mit Otto Pankok, die ihm sehr wichtig für seine Entwicklung schien, hat mir Richard sehr oft erzählt, zum Beispiel, dass sie für ihre Studienskizzen Äste und Reisig stapelten und dann immer wieder umschichteten. Den Vers an der Katentüre von Otto Pankok hatte er nach so langer Zeit im Gedächtnis:
„Hier wohnt Otto Pankok.
Man stör’ ihn nicht,
man hüt’ sich wohl,
sonst schießt er gleich mit dem Pistol.“
Außer mit der Malerei war Otto Pankok in Dötlingen mit der regionalen Frühgeschichte beschäftigt, die in dieser Landschaft bedeutende Spuren hinterlassen hatte. Bereits in den ersten Wochen nach seiner Ankunft durchforschte er Hünengräber und schien einer Raubgrabung nicht abgeneigt. Er würde, so schrieb er im Juni 1913 nach Hause, „wahrscheinlich den Inhalt eines Hünengrabes mitbringen, Urnen mit Knochen und Asche.“ Im Mai des folgenden Jahres berichtete er von einem Ausflug zur berühmten „Visbeker Braut“ und teilte dem Vater vor Ende seines Dötlinger Aufenthaltes mit: „In den letzten Tagen habe ich nicht mehr buddeln können wegen des Regens. Ich habe jetzt drei Töpfe, die ich zusammenflicken muss. Wie ich die nach Hause kriege, weiß ich noch nicht. Die Knochen werde ich nächstens schicken.“
Der Stellungsbefehl erreichte Otto Pankok im Dezember 1914. Er schenkte seine Kate den Dorfarmen und verließ Dötlingen. Nach einem Offizierskurs kam er an die Westfront nach Nordfrankreich und erlebte die ersten Materialschlachten des Krieges. Im Frühjahr 1915 wurde er verschüttet und nur durch die Aufmerksamkeit seines Putzers Peter Grundmann davor bewahrt, als vermeintlicher Toter auf dem Schlachtfeld zurückgelassen zu werden. Otto Pankok verbrachte die beiden folgenden Jahre in Lazaretten und Sanatorien, ehe er 1917 aus dem Militärdienst entlassen wurde. Im Hungerjahr 1917 lebte er in Berlin.
Das Kriegserlebnis wurde für ihn, wie für Max Beckmann, George Grosz, John Heartfield, Käthe Kollwitz und viele andere Künstler, zum Schlüsselerlebnis unmenschlicher und verantwortungsloser Politik mit tiefgreifenden Konsequenzen für ihr Leben, ihre Wertvorstellungen und ihre Kunst.
Alle Erniedrigten und Armen, die ihn auf seinem weiteren Wege begleiteten und ihm Modell gewesen sind, erscheinen wie Nachfahren oder Angehörige der großen Familie dieser Dötlinger Bauern und Tagelöhner, unter denen einer der bedeutendsten Humanisten der bildenden Kunst dieses Jahrhunderts glücklich leben und arbeiten konnte. Die romantische Landschaft des Huntetales, die Bernhard Müller vom Siel oft als Motiv angenommen hatte, spielt in Otto Pankoks Dötlinger Werk keine Rolle.

## Werk

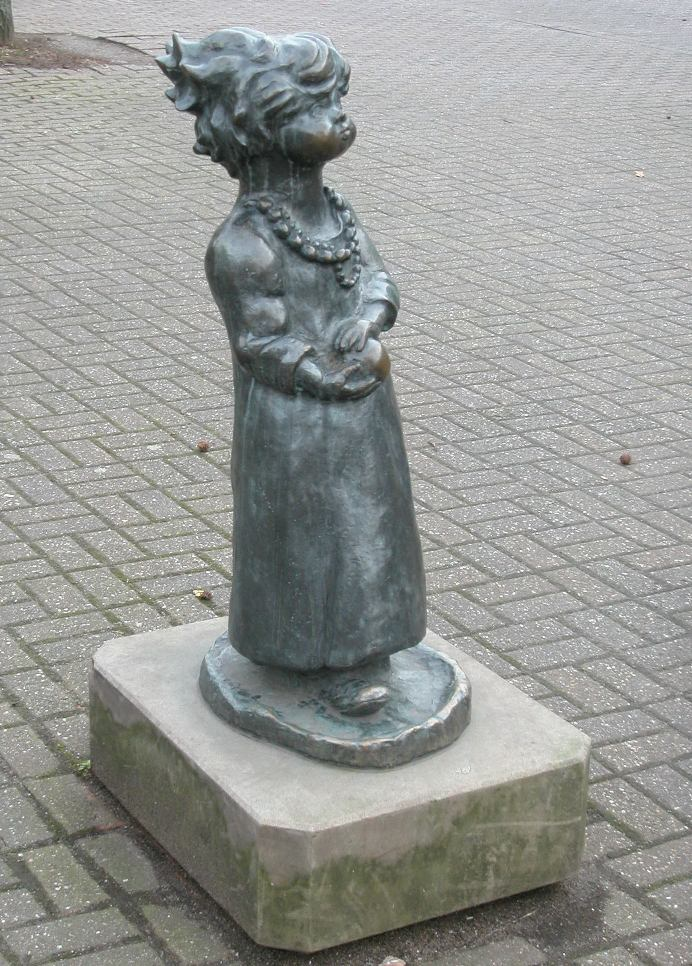
Mädchen mit Ball, Mülheim an der Ruhr, Saarn

Otto Pankoks Werke stehen unter dem Einfluss seines großen Vorbildes Vincent van Gogh und werden aufgrund ihrer Linienführung und Farbpalette meist dem expressiven Realismus zugeordnet. Typisch für Otto Pankok sind großformatige Kohlegemälde (monochrom). Er hat ein umfangreiches druckgrafisches Werk hinterlassen. Seine Holzdrucke und Monodrucke sind im Gegensatz zu den Gemälden oft von einer zurückhaltenden Farbigkeit. Die Bilder zeigen Menschen, Tiere und Landschaften, realistisch und expressiv. Über viele Jahrzehnte widmete er sich inhaltlich vor allem dem leidenden Menschen und den Menschen am Rande der Gesellschaft. Auf seinen vielen Reisen malte er die Verarmten und Ausgestoßenen ebenso wie wilde Landschaften in strömendem Regen oder stürmischem Wind. Otto Pankoks Bilder aus der Zeit der Verfolgung durch die Nationalsozialisten hatten eine dunkle, apokalyptische Ausstrahlung. Der in den Jahren 1931 bis 1934 aus 60 Zeichnungen entstandene Zyklus „Passion“, von dem eine Buchausgabe zwar noch im Berliner Euphorion-Verlag des Ernst Rathenau gedruckt werden konnte, aber vor dem Verkauf eingezogen und eingestampft wurde, war eine kalkulierte Provokation. Viele Modelle waren mit Pankok befreundete „Zigeuner“ vom Düsseldorfer Heinefeld. In diesem Zyklus reflektierte er das Leiden des Menschen unter der Gewalt des NS-Staates, auch die Folterungen, die sein Freund, der Maler Karl Schwesig, erleiden musste. 1936 folgte der Zyklus „Jüdisches Schicksal“. Erst nach dem Zweiten Weltkrieg erinnerten seine Bilder wieder an die Zeit vor seinem Malverbot. Zuletzt wandte er sich mit seinem letzten Zyklus „Der große Pan ist tot“ auch besonders der gefährdeten Natur zu.
Eines seiner bekanntesten Werke ist der 1950 geschaffene Holzschnitt „Christus zerbricht das Gewehr“. Dieses Bild wurde im Rahmen späterer Friedensbewegungen häufig abgedruckt; unter anderem verwendete das Wochenmagazin der Spiegel den Holzschnitt in koloriert abgewandelter Form im Juni 1981 (Ausgabe 25/1981) auf dem Titelbild als Aufmacher für eine seiner ersten großen Reportagen über die zu der Zeit von einer öffentlichkeitswirksamen Massenbasis getragene Friedensbewegung gegen den NATO-Doppelbeschluss. (vgl. auch Zerbrochenes Gewehr).
Eine Hommage an einen Künstlerkollegen ist das nur schwarz-weiß überlieferte, eigentlich farbige Bild Henri Rousseau, Maler und Zöllner. Es zeigt Rousseau als älteren Mann im sparsam möblierten Zimmer. Er sitzt am Tisch, vor ihm liegt eine Geige, die er spielte und schätzte. Auf Pankoks Bild stützt der Zöllner seinen Kopf auf die rechte Hand, wirkt nachdenklich und müde. An der Wand hängen einige seiner Werke, darunter, bis in Einzelheiten genau wiedergegeben, La Carriole du Père Junier.
Otto Pankok war Mitglied im Deutschen Künstlerbund. Sein Lebenswerk umfasst über 6000 Kohlezeichnungen, fast 800 Holzschnitte, über 800 Radierungen, ungefähr 500 Lithographien, Steinschnitte und Monotypien sowie zahlreiche Zeichnungen für die Düsseldorfer Zeitung „Der Mittag“ und über 200 Plastiken.
Die Otto-Pankok-Gesellschaft kümmert sich um die Pflege seines Werkes seit 1968.

## Ausstellungen
Ständige Ausstellungen
- im Kunstmuseum in der Alten Post in Mülheim an der Ruhr (Geburtsort des Künstlers)
- im Otto-Pankok-Museum, Haus Esselt bei Drevenack am Niederrhein (seit 1968)
- im „Otto-Pankok-Museum“ in Bad Bentheim, Ortsteil Gildehaus (seit 1996)

Wanderausstellungen
- Wanderausstellung, gemeinsam mit dem Dokumentations- und Kulturzentrum Deutscher Sinti und Roma
- Wanderausstellung der Johanniskirche und der Mahn- und Gedenkstätte dieser Stadt[17]

Weitere Ausstellungen (Auswahl)
- 1913: erste Einzelausstellung
- 1935: „Die Passion“, Mülheim an der Ruhr und Münster
- 1947: große Ausstellung in der Hamburger „Kunstrunde“[18][19]
- 1956 in Gelsenkirchen: Otto Pankok: Die Passion: Ein Zyklus aus den Jahren 1933–34, mit Katalog, Herausgeber Stadt Gelsenkirchen[20]
- 1958 in Gelsenkirchen: Otto Pankok: Die Räuber vom Liang Schan Moor, Holzschnitte, mit Katalog
- 1961 in Berlin: Otto Pankok – Handzeichnungen, Druckgraphik, Plastik von der Sektion Bildende Kunst der Deutschen Akademie der Künste zu Berlin, mit Katalog
- 1990 im Bundeskanzleramt Bonn: Otto Pankok – Kunst im Widerstand, mit Katalog

## Ehrungen
- 1950: Aufnahme in die Deutsche Akademie der Künste, Berlin, Sektion Bildende Kunst
- 1951: Der Holzschnitt „Jesus zerbricht das Gewehr“ von Papst Pius XII. mit dem apostolischen Segen gewürdigt. Das Werk erlangt so große internationale Aufmerksamkeit.[21][22]
- 1953: Grafik-Preis der Biennale in São Paulo
- 1965: Ruhrpreis für Kunst und Wissenschaft der Stadt Mülheim an der Ruhr

Posthume Ehrungen
- 1968: Zwei Jahre nach dem Tod des Künstlers: Gründung der Otto-Pankok-Gesellschaft, der Otto-Pankok-Stiftung und des Otto-Pankok-Museums in Esselt durch seine Ehefrau Hulda Pankok und seine Tochter Eva Pankok[23]
- 1974: Otto-Pankok-Schule. Name des Gymnasiums in Mülheim an der Ruhr, an dem Pankok bis zu seinem Abitur 1912 selbst Schüler gewesen ist, wird in Otto-Pankok-Schule umbenannt.
- 1977: Anerkennung der gemeinnützigen Otto-Pankok-Stiftung, Hünxe
- 1981: Die Ausgabe 25/1981 des Nachrichtenmagazins Der Spiegel hat die neue Friedensbewegung Anfang der 1980er Jahre (gegen die Atomare Aufrüstung) zum Leitthema und verwendet als Titelbild seines Heftes den abgewandelten Holzschnitt „Jesus zerbricht das Gewehr“ (1950)[24]
- 1986: Grundschule in Hünxe-Drevenack wird in Otto-Pankok-Schule umbenannt.
- 1993: Die Deutsche Bundespost bringt eine 100 Pfennig-Sondermarke mit dem Motiv Meer und Sonne zu Ehren Pankoks heraus (Serie „Deutsche Malerei des 20. Jahrhunderts“).
- 1997: Die Bronzefigur Ehra oder Kind mit Ball (1955) wird zum Gedenken an die Sinti und Roma, die durch den Nationalsozialismus Opfer des Völkermordes wurden, am Alten Hafen in Düsseldorf aufgestellt.
- 1997: Gründung des Otto-Pankok-Preises durch den Schriftsteller Günter Grass, der auf der Kunstakademie in Düsseldorf Schüler Pankoks war.
- 2008 schrieb Angela Merkel: „Die Ausstellung „Sinti-Porträts 1931 bis 1949“ ist eine Hommage an einen der bedeutendsten deutschen Maler des 20. Jahrhunderts. Seine Werke erzählen viel über Menschlichkeit und Anteilnahme in Zeiten grausamer Terrorherrschaft. Sie sind ein aufrüttelndes Zeugnis des Widerstands der Bildkunst gegen das nationalsozialistische Regime. Otto Pankok selbst beschrieb seine Arbeit 1936 … treffend als „Stellungnahme im Kampf gegen alles das, was das Leben gemein, sinnlos und eng macht“. Diesen Kampf hat Otto Pankok sein Leben lang unbeugsam gefochten.“[25]
- 2014: Die israelische Holocaust-Gedenkstätte Yad Vashem ehrte Otto Pankok gemeinsam mit seiner Frau Hulda Pankok, geborene Droste, als „Gerechter unter den Völkern“,[26] weil sie ihren Malerfreund Mathias Barz und dessen jüdische Ehefrau Brunhilde vor der Gestapo versteckten.[27]
- Straßenbenennungen in Mülheim, Düsseldorf, Neuss und Hünxe
- Nach Otto Pankok benannte Wanderwege: drei Rundwanderwege, Haus Esselt in Hünxe-Drevenack (u. a. Pankoks Pättken durch den Naturpark Hohe Mark) und der Otto-Pankok-Malerweg entlang der Hase in Meppen-Bokeloh (Emsland, seit 2012)

### Werkverzeichnis
Das Werkverzeichnis ist auf 10 Bände angelegt und wurde bzw. wird von Hulda Pankok (bis 1985) und Eva Pankok (bis 2016) und der Otto-Pankok-Gesellschaft herausgegeben. Bis heute (2024) erschienen vier Bände:
- Band 1: Rainer Zimmermann (wiss. Beratung, Bearbeitung u. Einleitung), Rolf Jäger (Mitarbeit): Otto Pankok. Die Holzschnitte. Droste-Verlag, Düsseldorf 1985, ISBN 3-7700-0671-2. (Vollständige Abbildung u. Auflistung aller 800 Holzschnitte mit Konkordanz)
- Band 2: Rainer Zimmermann (Einleitung), Rolf Jäger (Bearbeitung): Otto Pankok. Die Radierungen. Droste-Verlag, Düsseldorf 1990, ISBN 3-7700-0736-0. (Vollständige Abbildung u. Auflistung aller 800 Radierungen mit Konkordanz)
- Band 3: Susanne Timm (Einleitung u. Bearbeitung): Otto Pankok. Die Lithographien, Steinätzungen und Monotypien. Droste-Verlag, Düsseldorf 1994, ISBN 3-7700-1025-6. (Vollständige Abbildung u. Auflistung aller ca. 70 Lithographien, 150 Steinätzungen, 250 Monotypien. Liste aller ca. 200 Einzelausstellungen u. 240 Ausstellungsbeteiligungen (bis 1994)) (s. a. die Dissertation von Susanne Timm, 1989).
- Band 4: Wolfgang Fenner (Bearbeitung): Die Pressezeichnungen. Droste-Verlag, Düsseldorf 2002, ISBN 3-7700-1148-1. (Vollständige Auflistung aller ca. 3500 Pressezeichnungen von 1924–1936, ca. 380 Abb.)

Außerhalb der Reihe ist bereits 1968 in Verbindung mit einer Ausstellung in Ludwigshafen ein Werkverzeichnis der Skulpturen / Plastiken erschienen:
- Rainer Zimmermann (Einleitung) / Berthold Roland (Bearbeitung), Otto Pankok. Das plastische Werk bzw. Otto Pankoks plastische Gestalten. Erste Gesamtübersicht und Werkkatalog der Skulpturen von Otto Pankok (= Schriftenreihe der Otto-Pankok-Gesellschaft). Kunstverein Ludwigshafen 1968. Ausstellungskatag, DIN A 4, broschiert, ca. 200 Abbildungen, ca. 70 Seiten.

### Weitere Schriften
- Hans-Dieter Arntz: Otto Pankok und Mathias Barz in der Eifel. In: Hans-Dieter Arntz: Judenverfolgung und Fluchthilfe im deutsch-belgischen Grenzgebiet. Volksblatt Kümpel, Euskirchen 1990, S. 706–712.
- Hans-Dieter Arntz: Der Maler Otto Pankok als Lebensretter im Dritten Reich. In: Eifeljahrbuch 2012. Düren, S. 71–81.
- Nils Aschenbeck: Künstlerkolonie Dötlingen. Aschenbeck & Holstein, Bremen 2005, ISBN 3-932292-78-2.
- Erich Bockemühl: Otto Pankok, der Mensch und der Künstler. In: Kreisverwaltung Rees (Hrsg.): Heimatkalender Landkreis Rees 1961. Wesel 1960, S. 64–69.
- Michaela Breckenfelder: Der Künstler als „Theologe“ – Die religionsdidaktische Aufarbeitung geeigneter Bildwerke Otto Pankoks für den Religionsunterricht. Dissertation. Universität Leipzig, 2011, urn:nbn:de:bsz:15-qucosa-71292.
- Johanna Ey, Conrad Felixmüller, Gerth Schreiner, Paul Westheim, Gert Heinrich Wollheim u. a.: Dix, Pankok, Wollheim. Freunde in Düsseldorf 1920–1925. Remmert & Barth, Düsseldorf 1989.
- Karola Fings, Frank Sparing: „Ach Freunde, wohin seid ihr verweht …?“ Otto Pankok und die Düsseldorfer Sinti. 1993. (2., überarb. Auflage. 2006. Hrsg. Johanneskirchen-Gemeinde & Mahn- und Gedenkstätte Düsseldorf, Katalog einer ausleihbaren Wanderausstellung. Zahlreiche Kohlezeichnungen u. a. Techniken von O. P., davon viele noch nicht veröffentlichte aus dem Hünxer Archiv; s/w Fotos von Lebensumständen im Heinefeld und von der Vernichtung der Sinti aus Düsseldorf; Texte von O. P. über Sinti; Dokumente, z. B. Foto von Robert Ritter und Polizei bei der Verfolgung von Sinti. Zahlreiche Zeugnisse von Überlebenden. Besonders beachtenswert 3 Fotos aus Privatbesitz, die während der Deportation nach Auschwitz im Hof der koelnmesse aufgenommen wurden, darunter eines mit begeisterten, lachenden Schwestern in DRK-Tracht, mit SS-Männern u. ä. Polizei-Gestalten, gruppiert um und auf einem Deportations-LKW. Das Foto zeigt deutlich, auf wie viel Zustimmung die Verbrechen an den Sinti bei derart Uniformierten stießen. Hg. Evangelische Johanneskirche, Martin-Luther-Platz 39, 40212 Düsseldorf).
- Günter Goebbels: Von Remels nach Düsseldorf. Ein Künstlertreffpunkt in Ostfriesland 1919. In: Krieg und Utopie. Kunst, Literatur und Politik im Rheinland nach dem Ersten Weltkrieg. Begleitband zur Ausstellung. Hrsg. Gertrude Cepl-Kaufmann, Gerd Krumeich u. a. Klartext, Essen 2006, ISBN 3-89861-619-3, S. 75–83.
- Günter Goebbels (Texte), Ralf Pütz (Vorw., Red.): Otto Pankok 1893–1966. Bildband. 2. Auflage. Hrsg. und Verlag O. P. Gesellschaft, Hünxe 2010 (66 Seiten, Querschnitt durch die Werke).
- Aloys Greither: Der junge Otto Pankok. Das Frühwerk des Malers. herausgegeben v. Eva Pankok. Droste-Verlag, Düsseldorf 1977, ISBN 3-7700-0467-1.
- Winfried Hönes: Der Mann im Bart: Otto Pankok im Urteil der Literaten. In: Der Landrat (Hrsg.): Heimatkalender Kreis Wesel 1990. 1989, S. 53–62.
- Kurt Holl (Hrsg.): Die vergessenen Europäer. Kunst der Roma – Roma in der Kunst. Verlag Rom e. V., Köln 2009, ISBN 978-3-9803118-8-5. (Ausstellung durch Kölnisches Stadtmuseum, Katalog. Pankok S. 136–139 mit acht, z. T. großformatigen Abb. von 1932, 1943–1948 aus dem Museum Hünxe. Kurzer Text von Eva Pankok)
- Wilhelm Hoon: Pankok, Otto. In: Studiengesellschaft für Emsländische Regionalgeschichte (Hrsg.): Emsländische Geschichte. Band 9, Haselünne 2001, S. 250–255.
- Wilhelm Hoon: Das Otto Pankok-Museum Gildehaus. In: Studiengesellschaft für Emsländische Regionalgeschichte (Hrsg.): Emsländische Geschichte. Band 11, Haselünne 2004, S. 223–229.
- Conrad-Peter Joist: Otto Pankok in der Eifel. In: Conrad-Peter Joist: Landschaftsmaler der Eifel im 20. Jahrhundert. Hrsg. Eifelverein, Düren 1997, S. 103–117.
- Bernd Küster: Otto Pankok in Dötlingen. Ausstellung im Kreishaus Wildeshausen 1994.
- Cyrus Overbeck: Otto Pankok: Maler, Grafiker, Bildhauer. Eine Biographie. Droste, Düsseldorf 1995, ISBN 3-7700-1045-0.
- Eva Pankok: Mein Leben. Droste, Düsseldorf 2007, ISBN 978-3-7700-1272-5.
- Eva u. Hulda Pankok: Otto Pankok. Zeichnungen, Grafik, Plastik. Elefanten Press, Berlin 1982, ISBN 3-88520-082-1.
- Hulda Pankok: Aus meinem Leben mit Otto Pankok. Hörbuch-Edition, Dehnen Verlag, 1976.
- Jobst Moritz Pankok: Otto Pankok. Wahlverwandtschaften und Freundschaften in liebloser Zeit. In: Beate Ermacora, Anja Bauer (Hrsg.): Die geistige Emigration. Arthur Kaufmann, Otto Pankok und ihre Künstlernetzwerke. Kerber, Bielefeld 2008, ISBN 978-3-86678-141-2, S. 22–28.
- Otto Pankok: Sinti-Porträts 1931–1949. Hrsg. Eva Pankok, Romani Rose. Damm und Lindlar Verlag, Berlin 2008, ISBN 978-3-9812268-3-6 (Aus dem Vorwort von Romani Rose: „Es gibt keinen anderen deutschen Künstler, in dessen Werk sich der nationalsozialistische Völkermord an den Sinti und Roma so unmittelbar widerspiegelt wie bei Otto Pankok … In den Kohlebildern, die Pankok am Vorabend des »Dritten Reiches« im Düsseldorfer Heinefeld schuf, blicken uns Menschen entgegen, deren Spuren sich in den nationalsozialistischen Konzentrations- und Vernichtungslagern verlieren. Pankoks nach dem Krieg entstandene Darstellungen von Düsseldorfer Sinti, die den Nazi-Terror überlebt hatten, gehören bis heute zu den bedeutendsten Beiträgen künstlerischer Auseinandersetzung mit dem Holocaust an unserer Minderheit.“ Auf den Verlagsseiten gibt es 20 Beispielseiten aus dem Buch: weiterblättern. Beschreibung der Ausstellung: Sinti (Memento vom 16. September 2011 im Internet Archive) PDF).
- Otto Pankok: Malerei der Verfolgten – verfolgter Maler. Begleitheft zur gleichnamigen Sonderausstellung im Stadtmuseum Andernach von 27. Januar bis 24. April 2011.
- Berto Perotti: Begegnung mit Otto Pankok. Progress-Verlag Johann Fladung, Düsseldorf 1959.
- Beate Reese (Hrsg.), Kohlebilder und Grafiken, Otto Pankok zum 120. Geburtstag. Ausstellungskatalog des Kunstmuseums Mülheim, Leipzig 2013. Darin: B.R., Das Jugendwerk von Otto Pankok, S. 6f; Anja Bauer, Wenn aus Zeichnungen Bilder werden, S. 8–88; Jörg Schmitz: Otto Pankoks künstlerischer Werdegang bis 1921., S. 89–104; Verzeichnis der ausgestellten Werke, ab S. 105. ISBN 978-3-86502-321-6.
- Jens Roepstorff: Die Ächtung und Verfolgung von Künstlern im Nationalsozialismus am Beispiel von Otto Pankok. In: Beate Ermacora, Anja Bauer (Hrsg.): Die geistige Emigration. Arthur Kaufmann, Otto Pankok und ihre Künstlernetzwerke. Kerber, Bielefeld 2008, ISBN 978-3-86678-141-2, S. 40–47.
- Jens Roepstorff: Kunst unter dem Hakenkreuz. In: Mülheimer Jahrbuch 2009. S. 235–244.
- Kurt Schifner: Otto Pankok. (= Künstler der Gegenwart. Reihe. 5). Verlag der Kunst, Dresden 1958 (Nur 12 S. mit 32 Tafeln.- Weitere Editionen von Schifner: 1. Mit Schriften von und über Pankok, Einl. Schifner. Mit 107 Tafel-Abb. und weiteren. Ebd. 1963 (185 S.) – 2. Pankok: Handzeichnungen, Druckgraphik, Plastik. Vorw. Otto Nagel. Texte v. Schifner und Pankok. Gest. John Heartfield. 40 Tafeln, 70 S. Deutsche Akademie der Künste, Berlin 1961).
- Jörg Schmitz: Otto Pankoks künstlerischer Werdegang – Von den Anfängen bis zum Eintritt in die Künstlervereinigung Das Junge Rheinland. In: Kai Rawe (Hrsg.): Zeitschrift des Geschichtsvereins Mülheim an der Ruhr. Heft 90/2015, Mülheim 2015, S. 9–61.
- Ulrich Schulte-Wülwer: Otto & Eva Pankok an der Flensburger Förde. Heide 2005. (Ausstellungskatalog Museumsberg Flensburg 2005)
- Susanne Timm: Die Druckgraphik von Otto Pankok. Werkverzeichnis der Lithographien, Steinätzungen und Monotypien. Diss. phil. Universität Hamburg, 1989.
- Rainer Zimmermann: Otto Pankok. Das Werk des Malers, Holzschneiders und Bildhauers. Rembrandt, Berlin 1972.
- Rainer Zimmermann: Pankok, Otto. In: Neue Deutsche Biographie (NDB). Band 20, Duncker & Humblot, Berlin 2001, ISBN 3-428-00201-6, S. 33 f. (Digitalisat).
- Pankok, Otto. In: Hans Vollmer (Hrsg.): Allgemeines Lexikon der Bildenden Künstler von der Antike bis zur Gegenwart. Begründet von Ulrich Thieme und Felix Becker. Band 26: Olivier–Pieris. E. A. Seemann, Leipzig 1932, S. 198 (biblos.pk.edu.pl).
- Rainer Zimmermann: Expressiver Realismus: Malerei der verschollenen Generation. Hirmer, Berlin 1994, ISBN 3-7774-6420-1, S. 428–429.

## Weitere Materialien
- Stadtarchiv Mülheim an der Ruhr, Bestand 883: Sammlung Otto Pankok
- Film mit Erinnerungen über die Familie Pankok
- Film: Der Maler Otto Pankok in der Eifel. 65 Min. Deutschland 2008. Regie: Dietrich Schubert; Kamera: Wilfried Kaute; auf DVD. Über den Zeitraum 1942–1946.